# Osztrák–magyar északi-sarki expedíció
Az osztrák–magyar északi sarki expedíciót 1872 és 1874 között vezették, az eredeti cél az északkeleti átjáró felfedezése lett volna a Tegetthoff gőzössel, ehelyett azonban a 24 fős csapat felfedezte a Ferenc József-földet. Az expedíciót Julius von Payer főhadnagy és Karl Weyprecht irányította, a költségek legnagyobb részét osztrák és magyar nemesek, arisztokraták finanszírozták. Az expedíció sikerrel zárult, a vállalkozás résztvevői több mint két évet töltöttek el az északi sarkvidéken gyakran életveszélyes körülmények között.

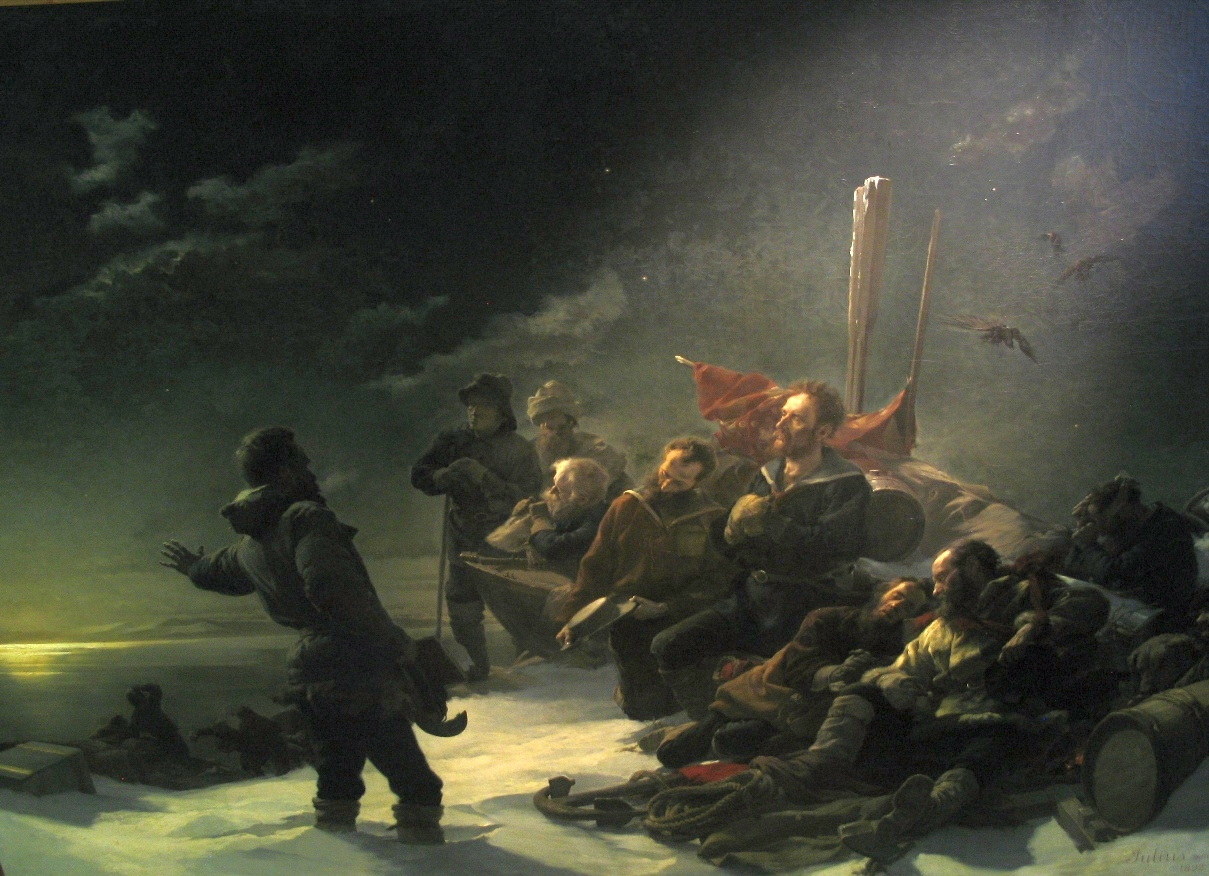
„Sohasem hátrálunk” Az osztrák-magyar expedíció válságos helyzete. Julius von Payer festménye

## Az előzmények

### A terv

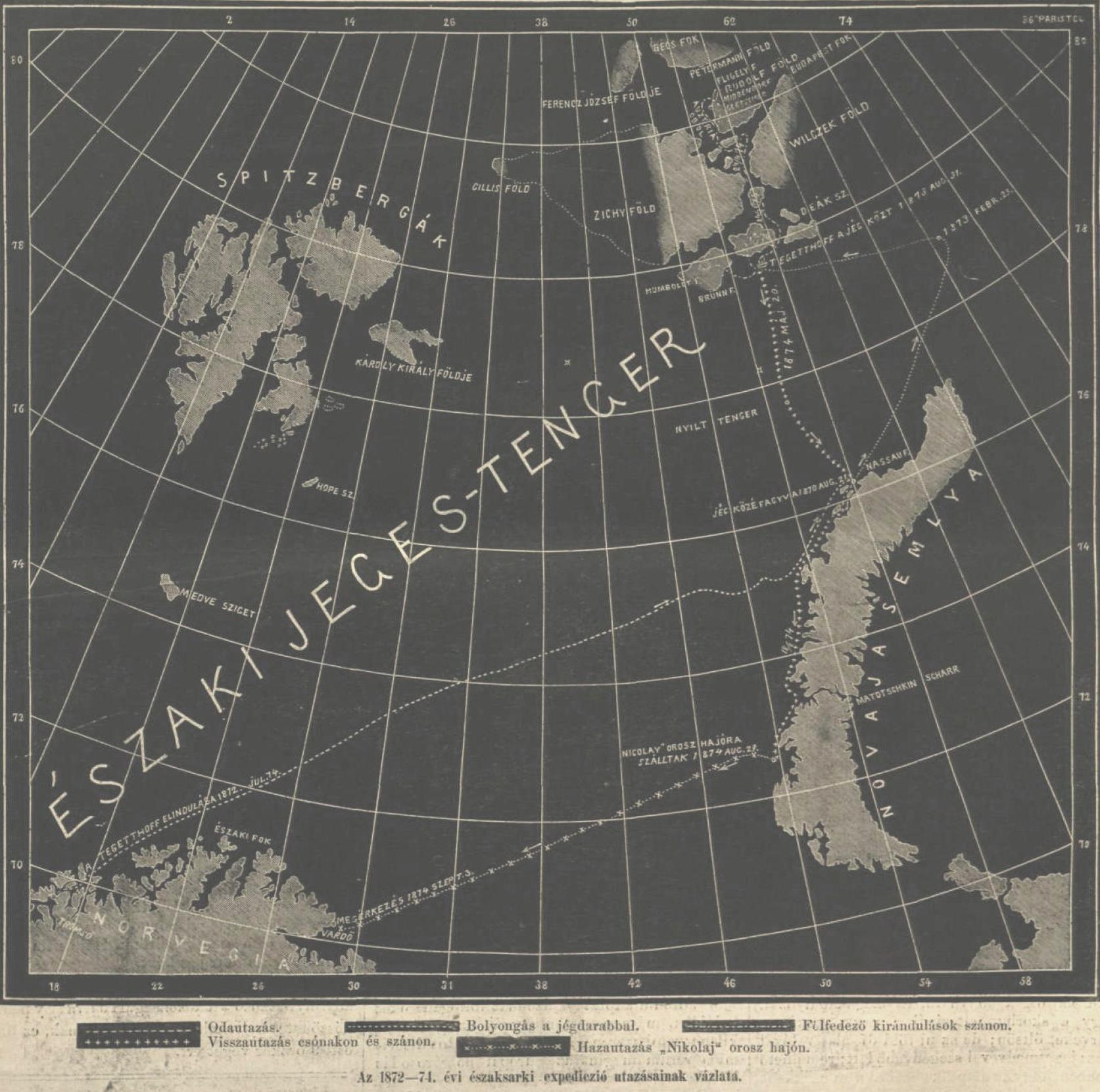
Az utazás térképe

Az 1860-as évektől felgyorsult az északi sarkvidék kutatása, a felfedezésekbe a németek is bekapcsolódtak, akik úgy vélték, hogy az Északi-sarkot a Spitzbergák és a Novaja Zemlja szigetcsoport közötti Barents-tengeren át lehet legkönnyebben megközelíteni, mivel a Golf-áramlás miatt a nyílt víz nyáron messze felnyúlik a Jeges-tengerbe. August Petermann az északi sarkvidéket célzó német expedíciók lelkes támogatója az osztrákokat is biztatta, hogy kapcsolódjanak be a kutatásba. A sikeres előexpedíció (lásd alább) eredményeképp Bécsben elhatározták, hogy a Novaja Zemlja irányába vezetik az osztrák-magyar északi sarkvidéki expedíciót, melynek célja az északkeleti átjáró megtalálása illetve esetlegesen az északi-sark meghódítása.

### Előexpedíció
A sarkvidéki expedícióra Julius von Payert és Karl Weyprechtet – osztrák-magyar haditengerészeti sorhajóhadnagyot – szemelték ki, akik önként vállalták a feladatot. Előtanulmányként a két leendő expedícióvezető "tájékozó utat" tett meg a sarkvidék felé. Kibéreltek egy norvég vitorlás hajót, az Isbjörn-t és 1871. június 26-án kihajóztak Tromsø kikötőjéből. Október 4-én érkeztek vissza, a 73° 40' szélességi fokig jutottak el. Az előexpedíció eredményes volt: a Spitzbergáknál nyílt vizet találtak.

### A felfedezőút finanszírozása
Johann Wilczek gróf az Osztrák Földrajzi Társaság vezetője 40 ezer forintnyi összeget ajánlott fel egy Arktisz felé irányuló expedíció céljára és sikerült megnyernie a kormányzati szervek támogatását is. Az északi-sarki expedíció költségeinek egy részét magyarországi támogatók adták. A vállalkozás teljes költsége 222 599,19 forint volt, amelyből magyar részről mindössze 7518,21 forint folyt be. Az adakozók főképp arisztokraták – Zichy Edmund, Eszterházy és Széchenyi család – és magyarországi bankok voltak.
A felfedezőút hivatalosan magánadományokból volt finanszírozva, ám a közös hadügyminisztérium is nagymérvű támogatást nyújtott és diplomáciai eszközökkel is segítette a vállalkozást. Az út parancsnoka, Karl Weyprecht sorhajóhadnagy és helyettese, egyben az expedíció tudományos vezetője, Julius Payer főhadnagy rangja is mutatja az expedíció katonai jellegét.

## Az expedíció

### Tegetthoff hajó
A felfedezőutat az S/X Admiral Tegetthoff gőzössel tették meg, amit direkt e célból építettek. A szkúner Wilhelm von Tegetthoff osztrák tengernagyról kapta a nevét, a Joh. C. Tecklenborg cég építette Bremerhavenben. (Ebben az időben az osztrák-magyar hajógyárak még nem voltak olyan állapotban, hogy egy nagyobb tengeri hajót építhettek volna.) A hajó 220 tonna tömegű, 38,34 méter hosszú volt, árbócokkal és vitorlával is felszerelték, egy 75 kW-os gőzgép működtette. Az útra 130 tonna szenet vitt magával, ami 1200 óra hajóútra elegendő mennyiség.

### Legénység
A Tegetthoff parancsnokául Karl Weyprecht sorhajóhadnagyot nevezték ki, aki az expedíció általános vezetője volt. A felfedezőút tudományos vezetője Julius Payer főhadnagy lett, aki korábban már részt vett a második német északi sarkvidéki expedícióban a Germania fedélzetén. A hajónak 24 fős volt a személyzete, főképp horvát tengerészekből válogatták ki őket, akadt néhány olasz is, míg a tisztek osztrák származásúak voltak, az egyetlen magyar Dr. Kepes Gyula volt – a hajóorvos. Kepesre az expedíció orvosi feladatai és az állat- és növénytani gyűjtőmunka is hárult. Hajóorvosként rendkívül jól látta el a feladatát: az expedíció a rendkívül zord körülmények között is két év alatt mindössze egy ember halálát könyvelhette el.
| A személyzet: - Karl Weyprecht – parancsnok - Julius von Payer – tudományos vezető - Gustav Brosch – sorhajóhadnagy, tiszt, akiről szigetet neveztek el (Ostrov Brosh, Остров Брош, az Ostrov Kuna elnevezést egy másik felfedező út (Zeigler) során kaphatta) - Eduard Orel – sorhajózászlós, tiszt - Dr. Kepes Gyula – hajóorvos - Johann Haller (1844–1906) és Alexander Klotz (1834–1893) – tiroli hegyivadászok. (Johann Haller fontos szerepet játszik Christoph Ransmayr A jég és a sötétség borzalmai című 1984-es írásában.) - Elling Olaf Carlsen (1819–1900) – szigonymester - Petro (Petar) Lusina – fedélzetmester - Otto Krisch – hajógépész (A 29 évesen meghalt gépész sírja) - Anton (Ante) Vecenna – hajóács - Johann Orasch (Johann Oratsch) – szakács - Joseph Pospischell (Josef Pospischil) – fűtő | Matrózok: - Antonio Catarinich (Antonio Cattarinich/Katarinic), Lussinpiccolóból; - Antonio Scarpa, Triesztből - Ante Lukinović (Antonio Lukinovich) Pučišćából, a Brac/Brazza szigetről; - Giorgio Stiglich, (Stiglic) - Vincenzo Palmich (Vicko Palmich) - Lorenzo Marola, Fiuméből vagy Bakarból - Pietro Fallesich (Falesic), Fiuméből vagy Bakarból - Francesco (Fran) Lettis, Voloscából - Giacomo Sussich (Jakov Susic), Voloscából - Ante Zaninović (Antonio Zaninovich), Sveta Nedelja (Isztria)íSveta Nedeljából (Hvar/Lesina sziget) - Josip Latković (Giuseppe Latkovich) (Cosliaccóból) |

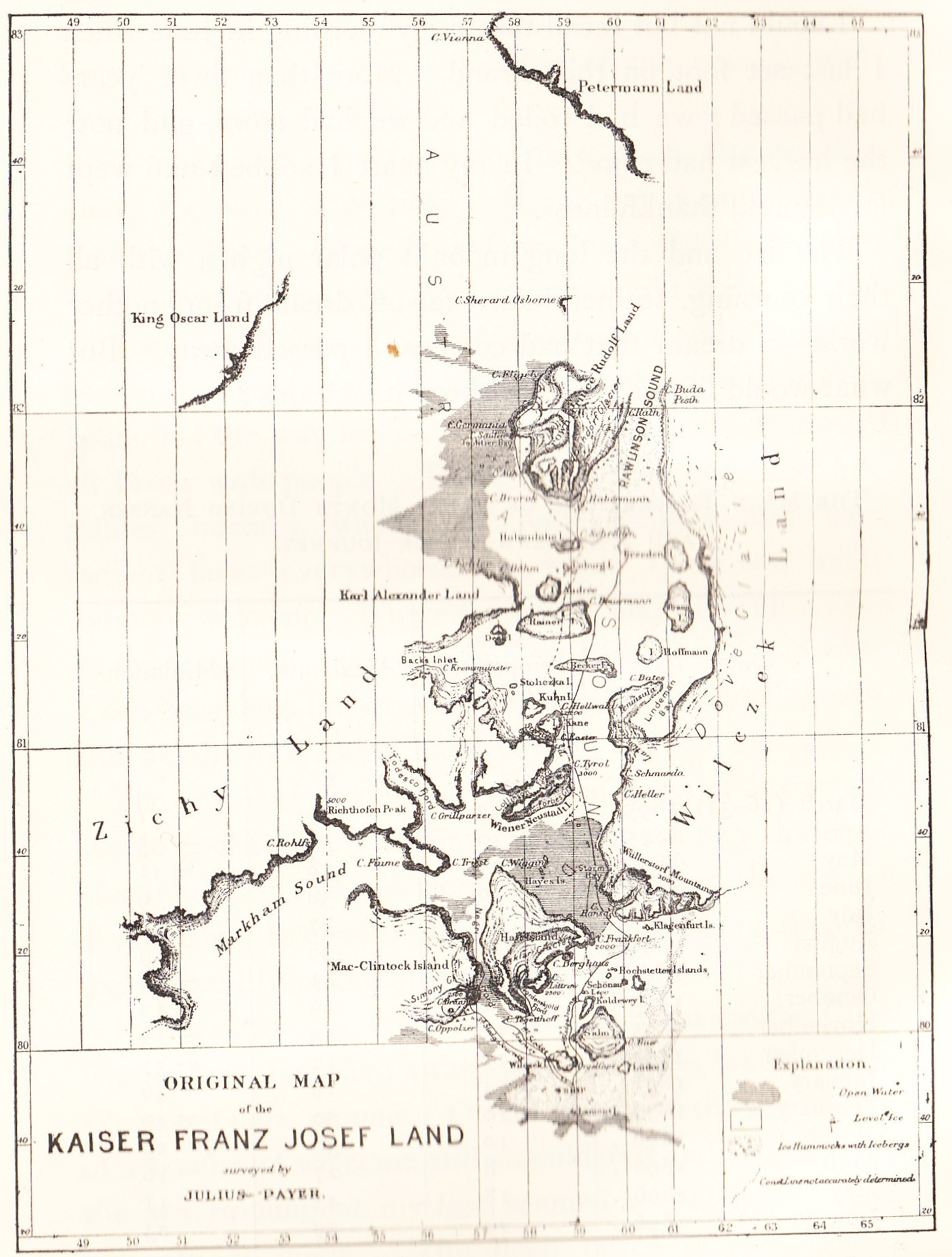
Julius von Payer térképe a felfedezett új szigetekről

### Indulás északra
1872. május 31-én Bécsből vonattal érkezett meg a legénység Brémába. Az expedíciót 1872. június 13-án kezdték meg. Július 3-án már a norvégiai Tromsøban voltak, ahol csatlakozott hozzájuk Elling Olaf Carlsen norvég hajóskapitány, az északi vizek ismerője. Július 14-én folytatták útjukat a Novaja Zemlja felé, ahol az é. sz. 74 1/2°-ánál jégre bukkantak. Útközben találkoztak a Johann Wilczekkel, aki az Isbjörn nevű hajón, élelmiszer-utánpótlást helyezett el az osztrák-magyar expedíció számára a Novaja Zemlja sziget északi részén, a Nassau-foknál. Augusztus 21-én elvált a két hajó, az „Isbjörn” dél felé vitorlázott tovább, a „Tegetthoff” pedig folytatta útját észak felé.

### A jég fogságában

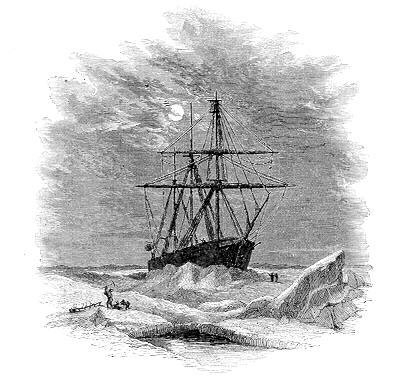
A Tegetthoff a jég fogságában

Az expedíció hajója még aznap (augusztus 21.) jégtorlaszba került, jégtáblák közé fagyott. Az eredeti terv meghiúsult. A jégbe zárt hajó észak felé kezdett sodródni a jégtáblákkal együtt, egészen a 80. szélességi fokig. Október 13-án az egymásra tornyosuló jégtáblák nemcsak a hajó fölé emelkedtek, hanem benyomultak a hajó alá is. A Tegetthoff bal oldalára fordult. A expedíció tagjai a hajóról mindent, ami mozdítható volt, azonnal kiraktak a jégre, és megtettek minden előkészületet, hogy a hajót végleg elhagyják. A katasztrófa azonban nem következett be: négy órakor a nyomás csökkent, a hajó nem roppant össze. De a jég fenyegetése egészen február végéig nem szűnt meg. A matrózok folyamatosan készenlétben álltak arra várva mikor kell a hajót elhagyni, a két mentőcsónakot élelmiszerrel és kőszénnel töltötték fel. Ezt a helyzetet tovább nehezítette az állandó sötétség, a nap október 19-én ment le és legközelebb csak február 16-án kelt fel újra.
1873 elején már az é. sz. 78° alatt voltak Novaja Zemljától keletre. A jégtáblák kelet felé haladtak, ám nemsokára északnyugat felé kezdett fújni a szél, így lassan a jégmezővel együtt északnyugati irányba indultak el. A hajót 1873 nyarán sem sikerült kiszabadítani a 10-12 méter vastagságú jégtáblák közül.

### A felfedezések

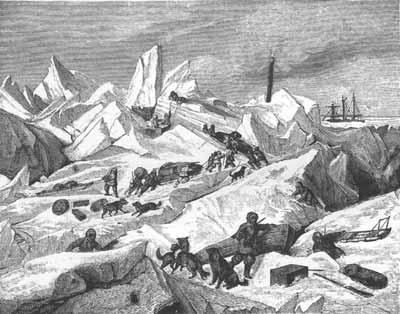
A Ferenc József-föld felfedezése

1873. augusztus 30-án a hajótól északnyugatra szárazföldet pillantottak meg. „Föld, föld, végre föld!” kiáltásban tört ki a legénység. Ám a szárazföld elérése még váratott magára. A hamarosan bekövetkező sarki tél meggátolta, hogy 1873-ban az expedíció meghódítsa az ismeretlen földet. Októberben jutottak el a szárazföld közelébe, itt töltötték a második sarki telet. 1874. március 10-én a legénység egy része partra szállt a szárazföldre. Március 20-án Payer és Orel öt matrózzal és három kutyával jól felszerelt szánon útra kelt, azzal a céllal, hogy megállapítja a sziget északi kiterjedését. Miközben észak felé haladtak, Payer megosztotta az expedíciót: a 81° 38' szélességi fok körül hátrahagyta embereinek egy részét a nagyobbik szánnal, ő maga pedig a tiszttel meg egy matrózzal továbbhaladt észak felé. Az utazás során baleset történt; Payer és a matróz alatt beszakadt a jég magával rántva a szánt és a kutyákat. Payert azonnal ki tudta menteni, de a többiek túl mélyen voltak, ekkor visszamentek a csapat hátrahagyott részéhez és magukkal vitték Klotzot, valamint a mentéshez szükségez felszerelést. A szerencsétlen esetet a matróz, a rakomány és a kutyák is szerencsésen túlélték.

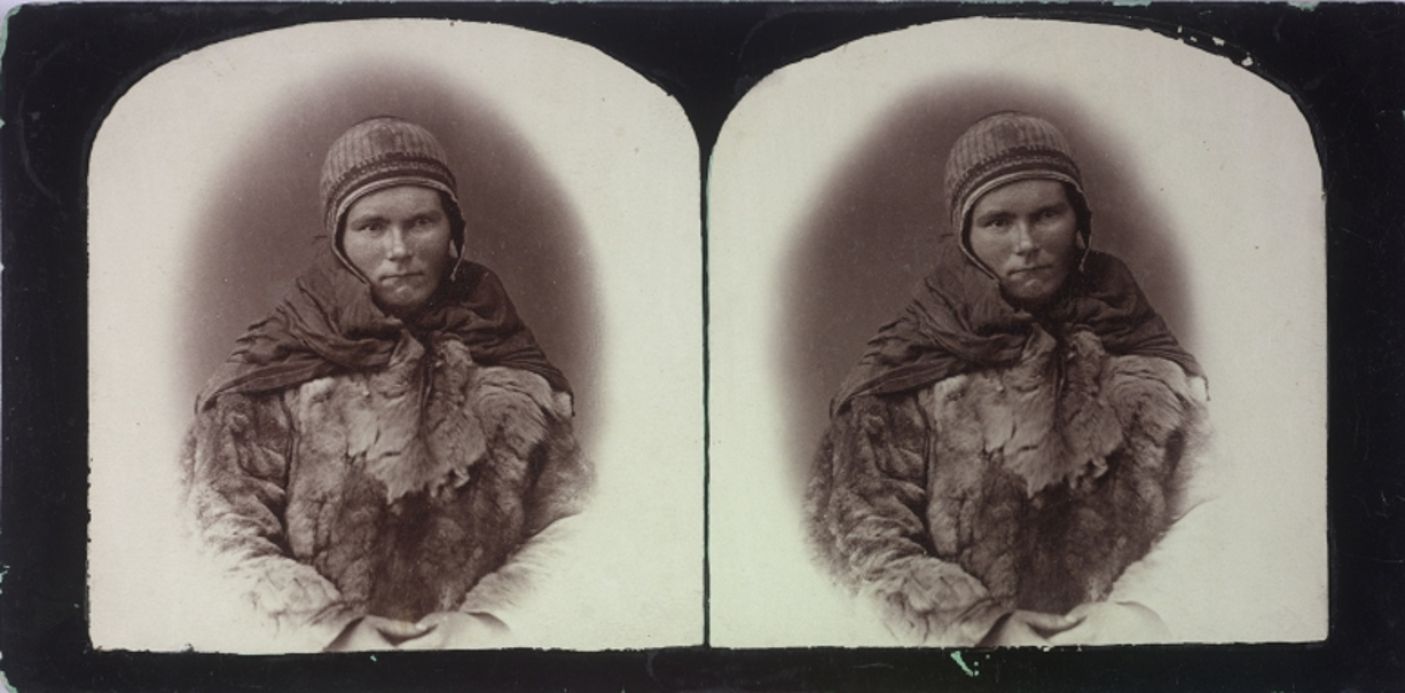
Az Isbjörn hajó útján készült sztereo fénykép egy lappföldi férfiról helyi viseletben, szőrme kabátban és gyapjú kapucniban

Észak felé haladva, lassanként felfedezték hogy a szárazföld a Spitzbergákkal azonos méretű szigetcsoport lehet, melyet észak-déli irányban egy tengerszoros választ ketté. A szorost Ausztria-szorosnak, a keleti főszigetet Wilczek-földnek, a nyugati vidéket pedig Zichy-földnek nevezték el. Payerék egy nagyobb szigetre jutottak el, amelyet Rudolf trónörökös-szigetnek neveztek el. A szigetcsoport északi részét elérve megpillantották a Ferenc József-földet északról határoló tengert: a Jeges-tengert. A Ferenc József-földnek a legészakibb részét Petermannról, a legtávolabbi hegyfokot Bécs városáról nevezték el, a Wilczek-föld legészakibb fokát pedig Pest-foknak nevezték el. (Ám 1874-ben maga Pest jogilag már nem létezett: 1873-ban megalakult Budapest. Az expedíció hazatérése után nevezték át a felfedezett területet Budapest-foknak, és az akkori polgármesterről, Ráth Károlyról is hegyfokot neveztek el.) Az expedíció megörökítéséül palackba zárt rövid jelentést hagytak hátra, amelyet egy sziklarepedésbe helyeztek el. (A dokumentumot 1921-ben norvég tengerészek találták meg és juttatták el Bécsbe.) Payerék április 12-én fordultak vissza. A Tegetthoffhoz április 21-én érkeztek vissza. Május elején meg kisebb utazást tettek északnyugat felé egy magas hegyre, a melyről messzire áttekinthették a szigetcsoport nyugati vidékét.
A már említetteken kívül a tovább területeket fedeztek fel: Fiume-fok, Simonnyi-gleccser és Deák-sziget.

### Hazatérés

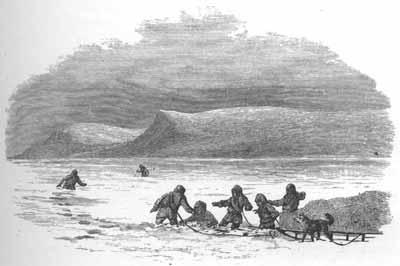
A tenger megpillantása

Az expedíció második évében már többen betegeskedtek, Otto Krisch hajógépész tüdőbajban meghalt. Az expedíció egyetlen áldozatát a Wilczek-földön temették el. Temetése után a hajóról lehordták a felszereléseket, élelmiszereket és azokat két szánra rakva megindultak dél felé (1874. május 20-án este nyolc órakor). Három csónakjukat is magukkal cipelték. Három hónap gyaloglás után augusztus 13-ára elérkeztek a jégmező szélére, már látták a Novaja Zemlja északi havas hegyeit.
Csónakra szálltak és a Novaja Zemlja sziget északi része felé eveztek, ahová korábban az Isbjörn hajó élelmiszert rakott le az expedíció céljára. Ám az áramlás elhajtotta a csónakokat a sziget másik pontjára, így az élelmük rohamosan fogyott. Abban bíztak, hogy a közelben esetleg norvég vagy orosz halászhajókra bukkantak, amik megmentik az expedíciót. Augusztus 22-én és 23-án heves viharok tomboltak, a csapat rövid időre szétszakadt. Augusztus 24-én egy orosz bálnavadászhajót fedeztek fel, ami felvette az expedíció tagjait és a norvégiai Vardøbe vitte őket. A felfedezőút 812 napig tartott. A kis halászfaluból néhány óra alatt telegráffal értesítették Bécset és Budapestet szerencsés megmenekülésükről és fölfedezésük sikeréről.
Innen a legénység és Weyprecht a Finmark nevű német hajó fedélzetén tért vissza Hamburgba 1874. szeptember 5-én, Payer és Kepes Koppenhágában találkozott a svéd királlyal majd Ők is Hamburg irányába vették az irányt. Az expedíció egy fő kivételével megmenekült. Bécsbe vonattal érkeztek meg, ahol már a pályaudvaron ünnepi fogadtatásban részesítették az expedíció tagjait, szeptember 25-én pedig estélyt rendeztek a hős felfedezők tiszteletére. Karl Weyprecht és Julius von Payer a visszaérkezés után megkapta a Lipót-rend lovagkeresztjét.

### Élet a jég fogságában

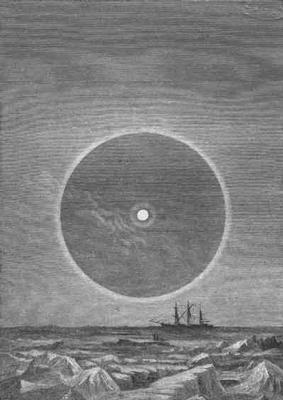
Halojelenség

Az expedíciónak embertelen körülményeket kellett kibírnia kezdetleges eszközökkel felszerelve. A sarki télben a mínusz 50 °C-os hideg átlagosnak volt mondható, ezen a hőmérsékleten csonttá fagyott minden élelmiszerük. A kenyér haraphatatlanná és törhetetlenné vált, kőkeménnyé fagyott; a vajat illetve a zsírt vésővel meg baltával kellett feldarabolni, hogy a főzéshez használni tudják. Telente a higany hetekig meg volt fagyva. Élelmüket főképp az elejtett jegesmedvékből nyerték: az egész expedíció alatt 67-et ejtettek el, de fókára is vadásztak. A személyzet meteorológiai méréseket végzett, vizsgálták a jégmezők mozgását, illetve felderítés és vadászat céljából kutyaszánnal kisebb-nagyobb utakat tettek meg a jégtáblákon. Az ünnepeket megtartották: karácsonykor jégkunyhót emeltek a jégtáblákból. Dr. Kepes Gyula a második karácsonyukról a következőket jegyezte fel:
„Ama néhány boldog emlékű perc között, melyeket a magas észak tájain tett hosszú és fáradságteljes utazásunk alatt a végzet számunkra engedett, a karácsony ünnepe áll első helyen. A fagyasztó légkörben megmerevült tagjaink ismét fölengedtek az ünnepi öröm melegénél, s bárha el voltunk zárva az egész világtól s arra, hogy valóban szorongatott helyzetünkből egyhamar kiszabadulhassunk, még csak kilátásunk sem volt, az egész kis család mégis a legzavartalanabb boldogságban úszott. Azok a sok ezer kicsinyek a távol hazában 1873. dec. 24-ének reggelén, a második karácsony előnapján, melyet a »Tegetthoff« fedélzetén töltöttünk, aligha várták vidámabban és feszültebb kíváncsisággal, ama meglepetéseket, a melyeket a nevezetes nap számukra hozni fog, mint az a 24 ember, kiknek élete vagy halála egyetlen jéghegytől, talán egyetlen jégdarabtól függött…. Vidám dalokat énekelve és egymásnak bátorító szavakat kiáltozva, tizenöt lépésnyire a jég által fogva tartott »Tegetthoff«-tól, a matrózok éppen az utolsó jéggöröngyöt tették föl, ama jégpalotára, melyet kizárólag e nagy ünnep tiszteletére építettek. Az összehordott jégdarabokból már több nap óta szeldelték a szép, szabályos alakú téglákat és a vizes hó segélyével, amelynél jobb ragaszt kívánni sem lehet, csakhamar fölépítették a gyémántként csillogó és ragyogó jégpalotát. Az ajtókon titkolózó alakok járkálnak ki s be, bundáik alatt kis csomagokat rejtegetve s hol a hajóhoz menve, hol meg visszatérve, hogy aztán épen úgy titkolózva, mint előbb, ismét tovaillanjanak… A nap vége felé közeledett.

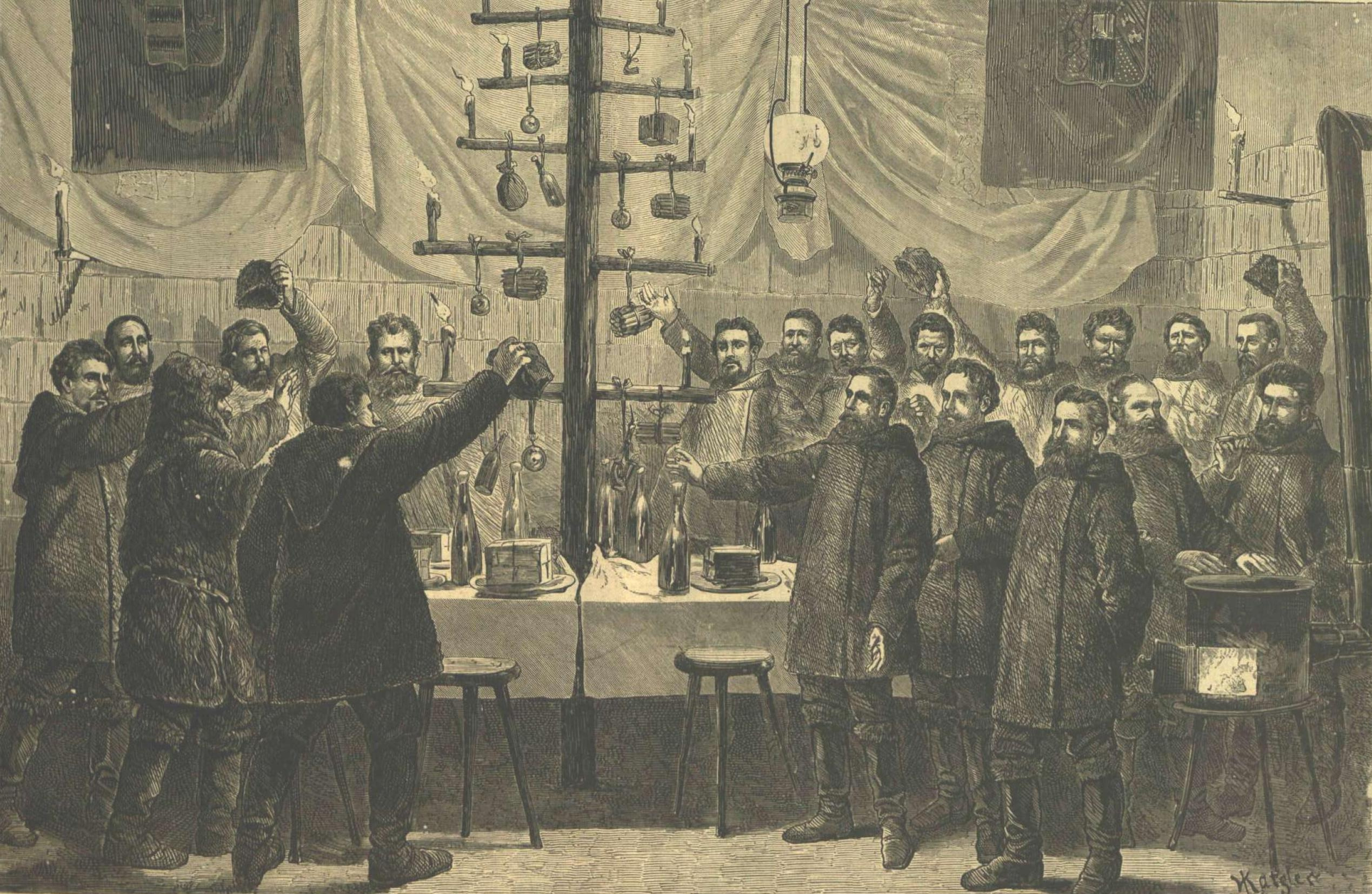
1873 karácsonya (Weyprecht rajza)

A matrózok legtisztességesebb ruhájukba öltöztek, s ünnepélyes bevonulást rendeztek a palotába. Pont hét órakor lépett a társaság a terembe. Itt valóban tündéries látvány tárult eléjök. A lobogókkal, zászlókkal és tarka szövetekkel díszített és körülszegélyezett falak óriási drágakövek gyanánt csillogtak és fénylettek a hónapok óta összegazdálkodott gyertyadaraboktól és olajlámpácskáktól. A terem közepén hosszú, tiszta fehér abrosszal terített asztal állt, melynek közepén karácsonyfa emelkedett. Igaz, hogy mindaz hiányzott róla, mi jogot adhatott volna neki arra, hogy fának nevezzék: az ünneppel oly bensőleg összefűződött, reményt hirdető fenyőfa tűlevelének még csak nyoma sem volt látható rajta, de az ügyes díszítők az élő fává alakított fadarabokat oly gazdagon be tudták kék, vörös, fehér és zöld papírral borítani, hogy egy kevés képzelő tehetséggel akár fenyőfát is gyaníthatott az ember a sok tarkaság alatt. E száraz ágakon függtek a Bécs és Póla nagylelkű hölgyeitől külön e célra fölajánlott ajándékok: 50 darabból álló szivarcsomagok, mindenféle kolbászok és csokoládé. A fa körül 18 teríték állt sonkával és frissen sült kenyérrel s a tányérok mellett is ajándékok: tajtékpipák, szivarszipkák, pénztárcák néhány ezüst forinttal, zsebórák s különféle fajú papramorgókkal telt palackocskák, mely utóbbiakat az asztal körül csoportosult matrózok a legpompásabb ünnepi ajándék gyanánt fogadták….A parancsnok, kit a matrózok hatalmas éljenekkel fogadtak, beszédet tartott, mely az ünnepélyre vonatkozott; azután az ajándékokat kisorsolták. A tisztek még egy ideig a legénységgel társalogtak és azután a »Tegetthoff«-hoz tértek vissza, hogy a szent ünnepet maguk is megüljék, Mikor a házból kiléptek, a béke szent éjének ünnepére az ég is oly nagyszerű és csodálatosan szép sarkfényt gyújtott meg, amely mintegy teremtve látszott arra, hogy a kemény megpróbáltatásnak kitett matrózok már-már kialuvó reményét újabb lángra lobbantsa.

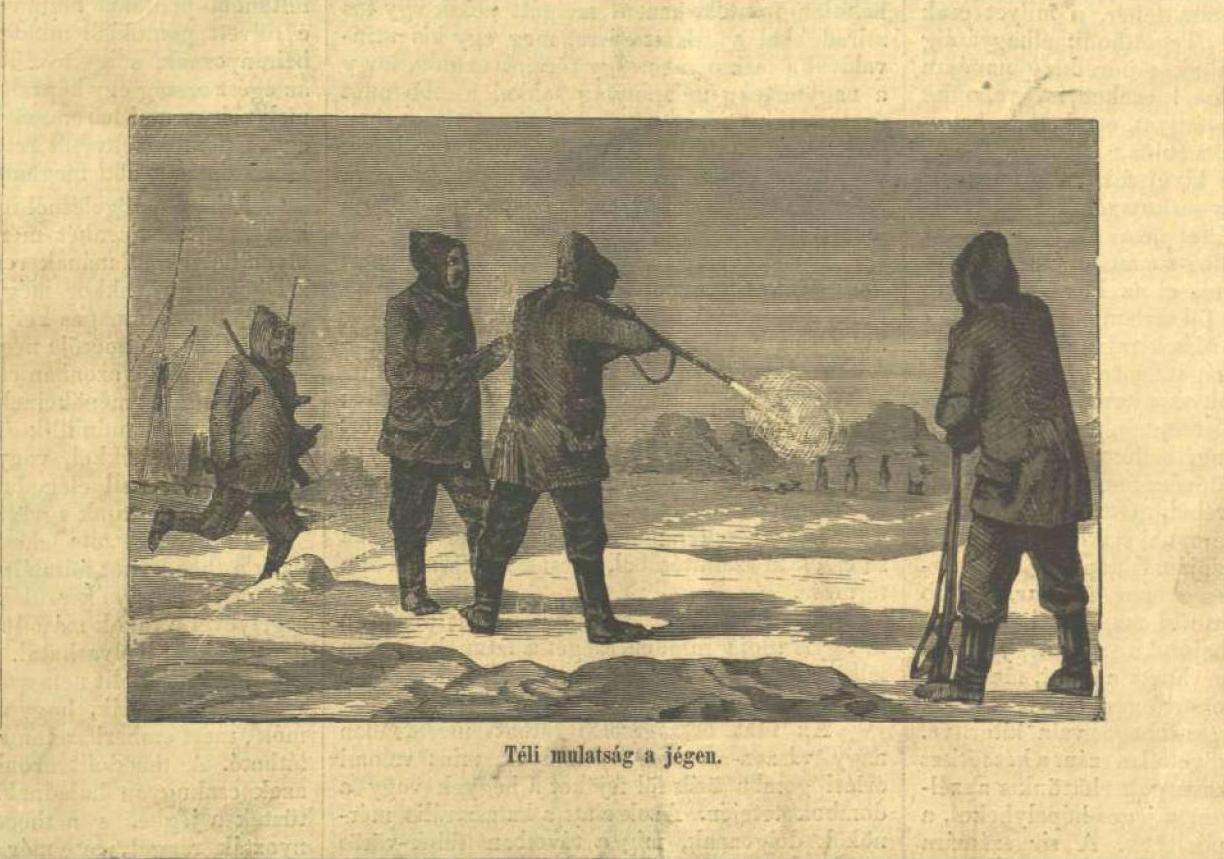
Ha az idő engedte azzal töltötték idejüket, hogy üres palackokat állítottak föl sorban egymás mellé és azokra célozgattak (Johann Orasch rajza)

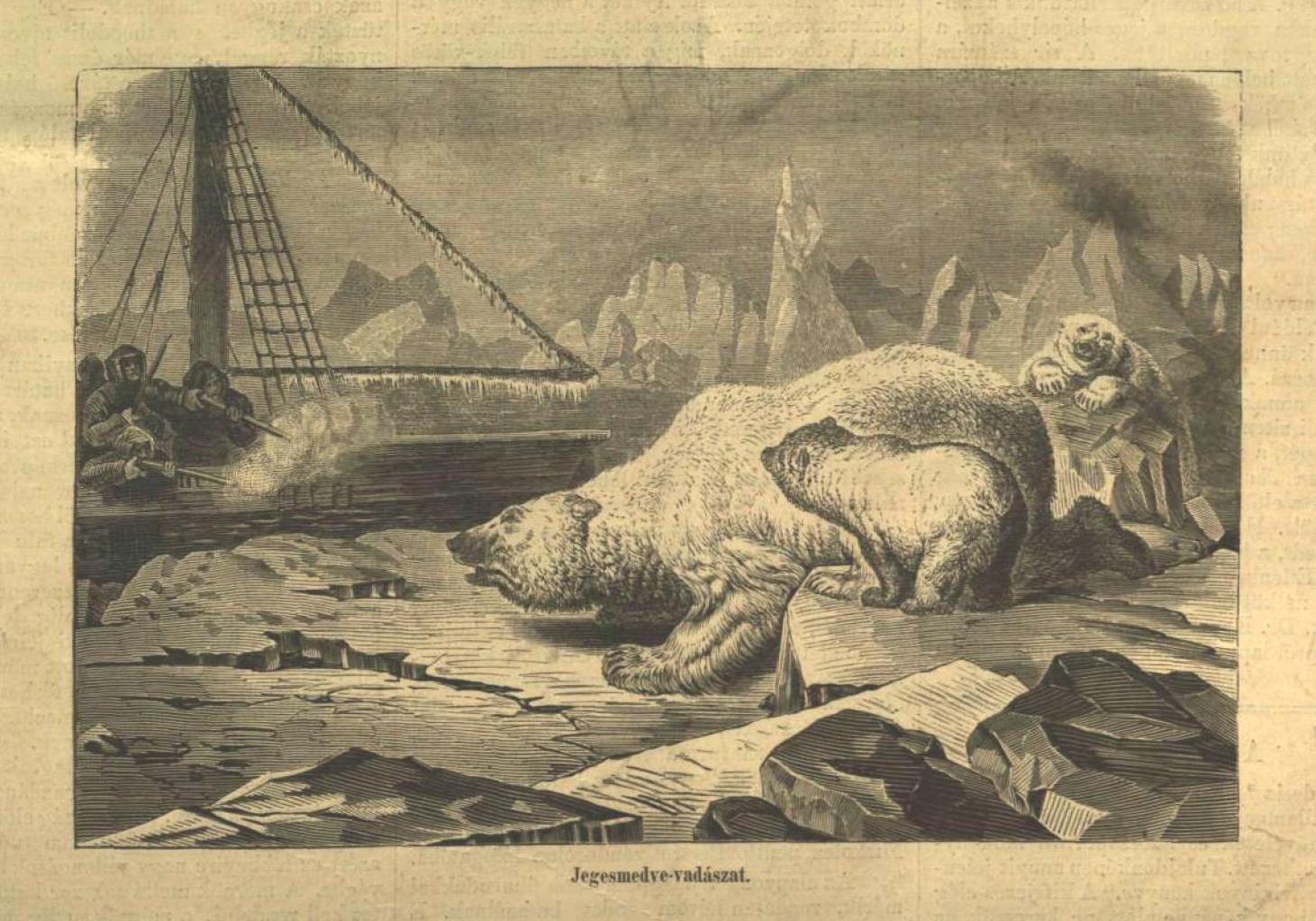
Jegesmedve-vadászat (Johann Orasch rajza)

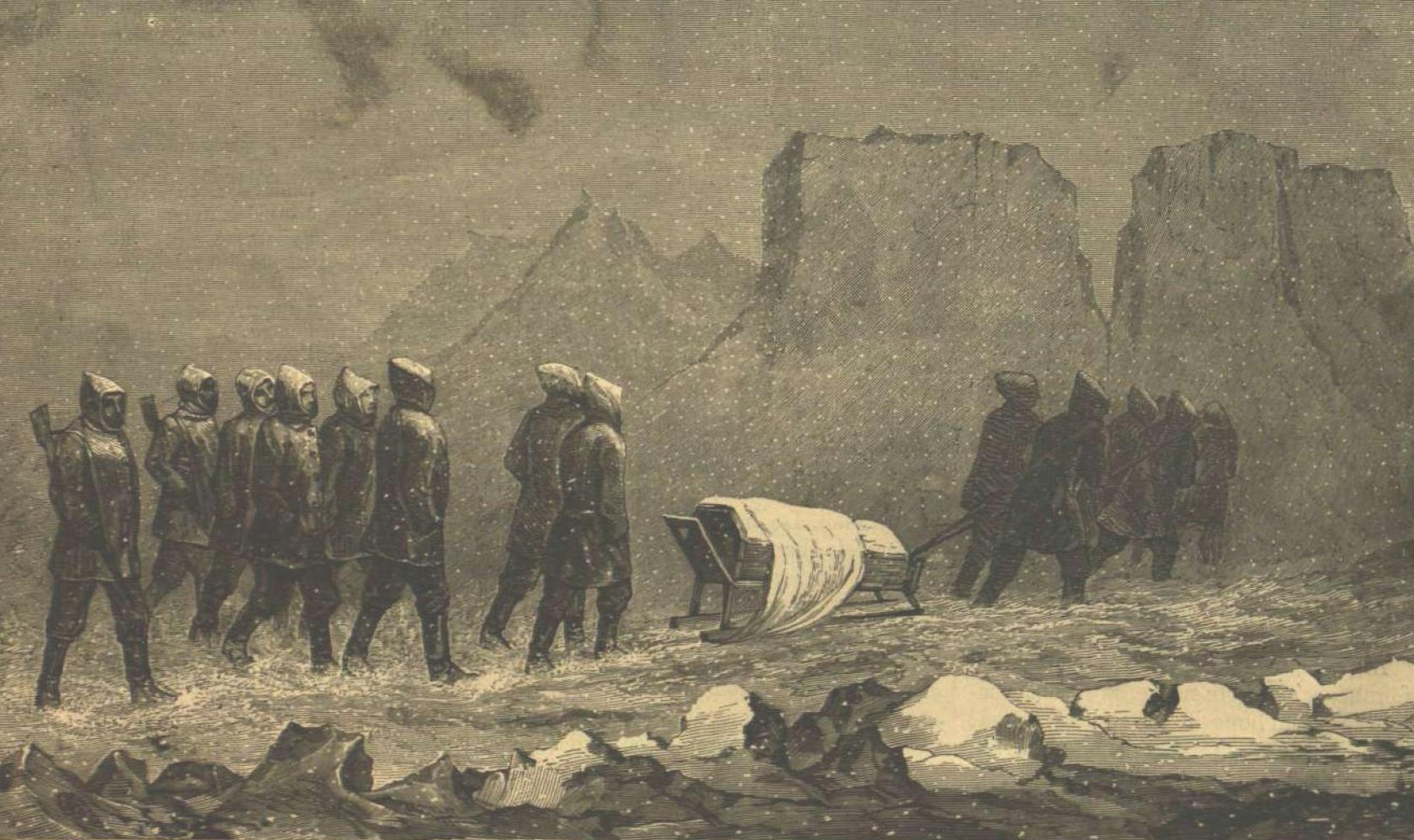
Társuk temetése, Johann Orasch rajzán

A hajó kajütjébe érve, melyet Maróla matróz – a kormányosok e mintaképe – a legpompásabban földíszített, kölcsönös szerencsekívánatokat váltottak egymással e szép ünnepélyhez s azután asztal mellé telepedtek, amely most valóban lucullusi jelleggel bírt, mert minden terítéknél — nyolc vala, mert Carlsen szigonyász és Lusina sajkamester szintén vendégekül voltak meghívva — egy egész palack bor állt, ami ránk nézve a legnagyobb ritkaság volt s az ismert ünnepi étkeken kívül borsóhurka és csokolád, sőt egy-egy almás rétes is állt rendelkezésünkre, amely valóban becses ajándékkal Orel barátunk lepett meg bennünket. Vidám beszélgetés közben két óra oly kellemesen tölt el, hogy kétségbeejtő helyzetünkről egészen megfeledkeztünk. Vacsora után a tisztek közül néhányan még kirándulást tettek a jégpalotához, melyben a matrózok még mindig együtt mulattak s a távol hazában élő rokonok és jó barátok egészségére gyakran koccintgatták össze erősen fölelegyített szeszes italokkal telt poharaikat…. Tizenegy óra tájban a kis csapat visszatért a „Tegetthoff”-ra. Nem is gyanítá, hogy az utolsó vidám órák voltak, melyeket az imént átéltek, mert csakhamar megkezdődtek a borzasztó jégnyomások s velők együtt a szorongattatások és terhes gondok ideje is."
1873 szilveszterének alkalmából fáklyás körmenetet tartottak a befagyott hajó körül. A hajó jégtorlaszba kerülése óta a személyzetnek nem sok dolga akadt: a jégmezővel való lassú sodródás idején a tisztek megtanították az analfabéta matrózokat írni, olvasni.
Az utazásokról az egyik matróz, Johann Orasch is készített feljegyzéseket, amelyekben jól megismerhető a résztvevők mindennapjai, az egyik medvevadászatról a következőket írta:
"Egy szép, derült napon, melyen a hőmérő higanya is elég magasan állt, a hajóról egy anyamedvét pillantottunk meg két kölykével. A két furcsa kis állat ártatlanul és vidáman játszadozott anyja körül, mely nyugodtan, semmitől sem tartva szimatolt a levegőben. Mielőtt mindnyájan talpra ugorhattunk volna, már Mackó mama fiacskáival együtt ott volt hajónk közvetlen közelében. De már ekkor néhány ember a fedélzeten állt s mielőtt az anyamedve az előtte ismeretlen alakokon eléggé kibámulhatta volna magát, néhány lövés találta bundáját 3 utolsó panaszos dörmögést hallatva nemsokára vérében fetrengett. Az esetlen és ügyetlen medvekölyköket könnyű volt megfogni s reméltük, hogy életben tarthatjuk őket, sőt talán még haza is vihetjük. Hanem örömünk nem tartott sokáig. Egy szép reggelen mindkettő megszökött; igaz, hogy csakhamar észrevettük őket, de már üldözni nem lehetett s kénytelenek voltunk mindkettőt lelőni. A vén medve pompás egy példány volt, valami 6 láb hosszú, erőteljes és nehéz, s bőre, kivéve a vérfoltos helyeket, oly tiszta fehér, a milyet csak ritkán láthattunk. A »Tegetthoff« elhagyásáig valami 60 medvét lőttünk s bőreiket pompásan kikészítettük. Fájdalom! ezeket is, valamint annyi sok más becses tárgyat, ott kellett hagynunk a jég közé fagyott hajón."
Szintén ez a matróz, megemlékezett feljegyzéseiben társuk haláláról is:
"Ott temettük el őt égbe nyúló sziklák közé, 1874 márciusának egyik napján. E nap elég barátságtalan volt. A kezdetben gyönge hóvihar, később irtóztató zivatarrá nőtte ki magát. Kis menetet képeztünk, amely a hajóról a sziklahegyek felé tartott. Elől hat ember húzta a szánt, melyen a durván összetákolt koporsó nyugodott; erre az osztrák-magyar tengerészlobogó vala kiterítve. Vállukon fegyverrel követték a szánt a két főtiszt és a legénység. A hó kavargott előttünk s a szélvész arcunkba vagdosá a jeges hópelyheket, amint lassan tovalépdeltünk. A sír számára meghatározott helyen megállapodtunk. A koporsót a sziklatömbök közé toltuk, azután köveket és szikladarabokat hengergettünk rá s végre egy keresztet tűztünk föléje, melyen a megboldogultnak neve és halála napja volt felírva. Ott nyugszik elhalt társunk, távol hazájától jég- és hóborította vidéken; csak a hajó áll közel hozzá, mely őt oda vitte, hanem az is teljesen kihalt és el van hagyatva."

## Beszámolók az expedícióról
A felfedezőút történetét és a felfedezett területeket Julius von Payer írta le a Die österreichisch-ungarische Nordpol-Expedition in den Jahren 1872-1874 című könyvében (1876). Az eredményeket – a fent említett könyvön kívül – Weyprecht és Payer magyarul is kiadott jelentéseiből ismerhette meg a korabeli tudományos élet. Julius von Payer és Dr. Kepes Gyula a Magyar Földrajzi Társaságban 1874. október 19-én tartott előadáson mutatták be kutatási eredményeiket. Dr. Kepes pedig még az expedíció idején – Tromsøbe visszatérve – számolt be levélben a Vasárnapi Ujság számára az utazás körülményeiről és a felfedezéseikről.

## Képgaléria

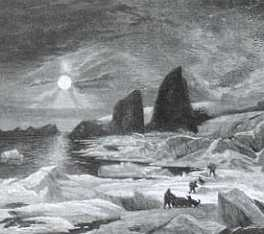
Felfedezőút a szigeten
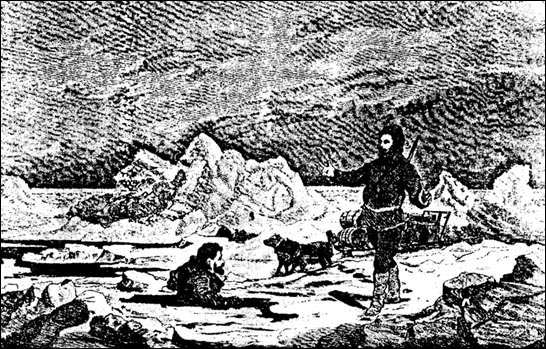
Kepes Gyula a jég fogságában
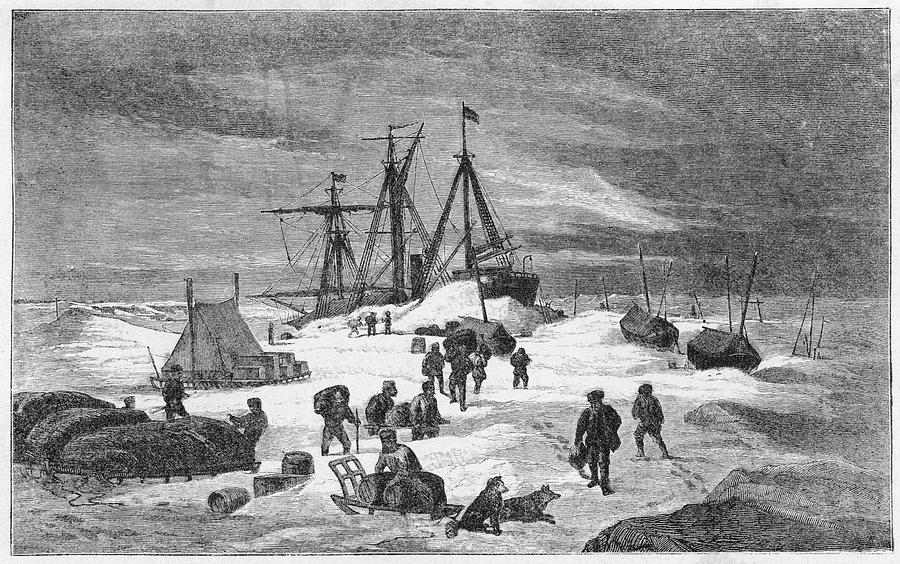
Bázis a Ferenc József-földön
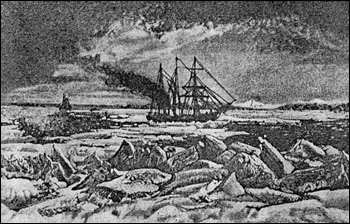
A Tegethoff-gőzös

## Források

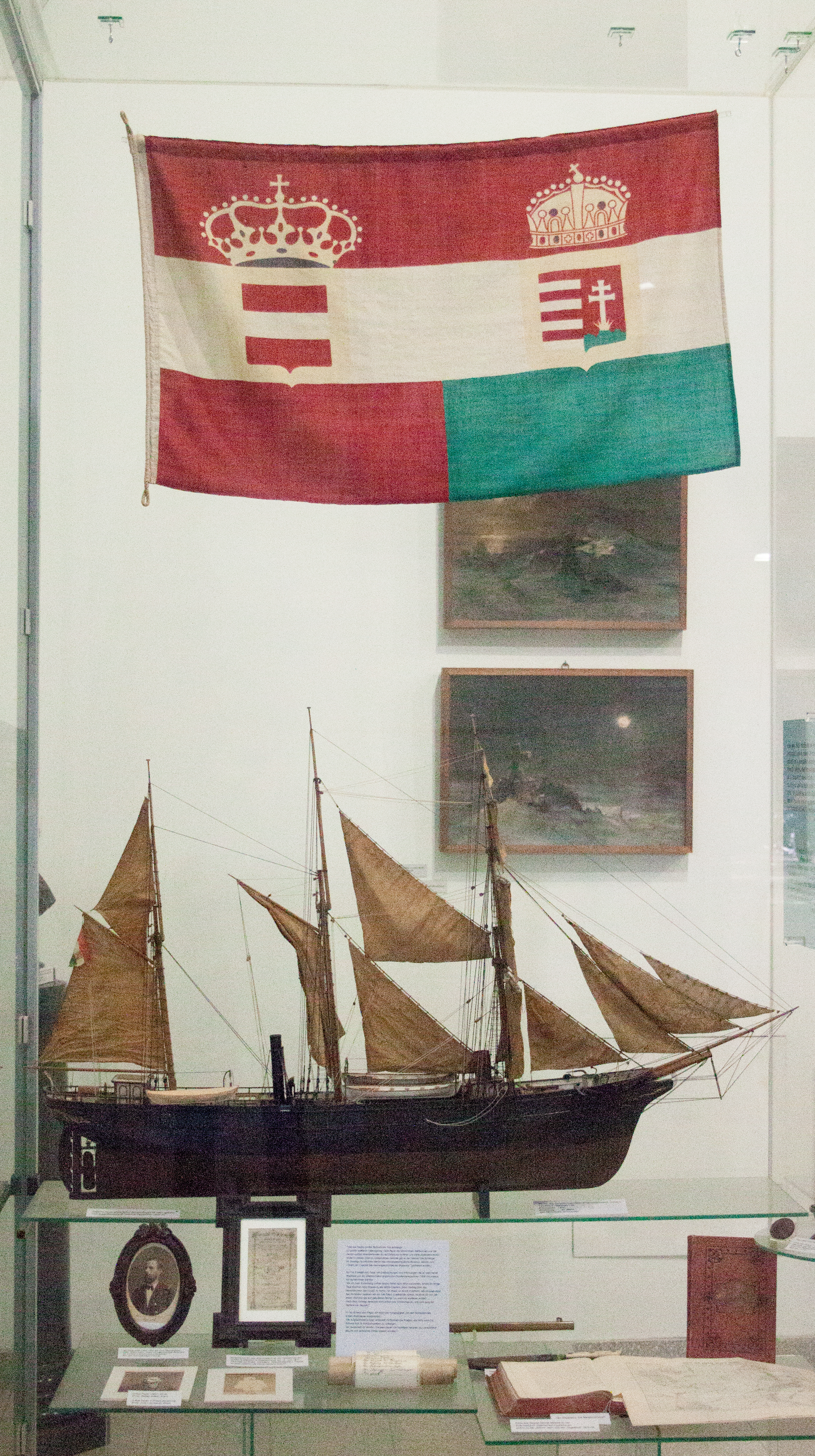
Az expedíció tárlója a bécsi Hadtörténeti Múzeumban

## Német nyelvű irodalom
- Julius von Payer: Die österreichisch-ungarische Nordpol-Expedition in den Jahren 1872–1874, nebst einer Skizze der zweiten deutschen Nordpol-Expedition 1869–1870 und der Polar-Expedition von 1871. Mit 146 Illustrationen (Holzstichen) und 3 (gefalteten) Karten. (Hölder, Bécs, 1876) CIV, 696 S. (németül)
- Andreas Umbreit: Spitzbergen mit Franz-Joseph-Land und Jan Mayen, Conrad Stein Verlag 7. Aufl. 2004 ISBN 3-89392-282-2 (németül)
- Andreas Pöschek: Geheimnis Nordpol. Die Österreichisch-Ungarische Nordpolexpedition 1872–1874. – Bécs: 1999 (PDF itt letölthető) (németül)
- H. Straub: Die Entdeckung des Franz-Joseph-Landes (Styria-Verlag 1990) (németül)
- Christoph Ransmayr: Die Schrecken des Eises und der Finsternis – Bécs (1984) (németül)

## Külső hivatkozások
- Julius Payer könyve az expedícióról angol nyelven a Project Gutenbergen
- A Sulinet cikke az expedícióról
- A Ferenc József-föld fölfedezése
- Sarki felfedezőutak dokumentumai
- Payer-Weyprecht expedíció (németül)
- Budapest-fok a semmi peremén – Népszabadság, 2005. december 23.
- Levelek Archiválva 2007. november 5-i dátummal a Wayback Machine-ben – Arany János, az MTA főtitkára levelezése a „Polár-expedícióról”
- Dr. Gáspár Ferenc: A fehér ember útja (Singer és Wolfner, 1912) Részlet.